# Tühütüm
Töhötöm, Tühütüm  sau, de asemenea, după o formă actuală, Tétény, a fost unul dintre cei șapte șefi de triburi ungare care i-au dus pe unguri din îndepărtatele stepe ale Asiei până în vestul Europei. 
 

## Biografia
Tühütüm (Tétény) era șeful tribului Készi. Ceilalți șefi cunoscuți erau: Előd, Tas, Kond, Ond,  Huba, sub comanda principelui Álmos, este tatăl lui Árpád, fondatorul primei case regale ungurești.
Istoricul maghiar din secolul 20, György Györffy a lansat ipoteza, după studierea numelor așezărilor maghiare, că teritoriul de sub conducerea lui Tühütüm ar fi fost undeva la sud de Buda; el l-ar fi moștenit după moartea căpeteniei Kurszán și a lui Árpád. 
Autorul anonim al cronicii medievale Gesta Hungarorum susține că nepotul lui Tühütüm era  Gyula, voievodul Transilvaniei, a cărui fiică, Sarolt va fi soția Marelui Príncipe Géza al Ungariei, tatăl Sfântului Ștefan I al Ungariei.